# Karbokatjon
En karbokatjon är en positivt laddad jon med laddningen koncentrerad vid kolatomen. Karbokatjoner uppträder som intermediärer i organiska reaktioner och har således väldigt kort livstid. 

## Typer av karbokatjoner
Beroende på bindningssituationen kan en karbokatjon klassificeras som antingen en karbeniumjon eller en karboniumjon. Med karbokatjon avses nästan alltid en karbeniumjon om inget annat sägs; ordet används på detta sätt även i denna artikel.

### Karbeniumjon
En karbeniumjon är en trivalent karbokatjon som inte uppfyller oktettregeln, utan saknar ett elektronpar. Den generella formeln är R3C+. Karbeniumjonen är sp2-hybridiserad och antar en plantrigonal geometri. En tom p-orbital sträcker sig längs kolatomen vinkelrätt mot bindningsplanet.

### Karboniumjon
Karboniumjonen är en pentavalent karbokatjon med den generella formeln R5C+. Den kan framställas med bland annat supersyror, och förekommer även inom masspektroskopin.

## Bildande
Karbokatjoner bildas på huvudsakligen två sätt:
1. En lämnande grupp lämnar molekylen. Exempelvis: (CH3)3CCl → (CH3)3C+ + Cl-
2. En proton adderas över en dubbelbindning. Exempelvis: (CH3)2C=C(CH3)2 + H+ → (CH3)2CH-C+(CH3)2

## Stabilitet
De flesta karbokatjoner är synnerligen instabila. Emellertid kan de stabiliseras av resonans, induktiv effekt, fälteffekt och lösningsmedel. För alkaner gäller att tertiära karbokatjoner är stabilare än sekundära, som i sin tur är stabilare än primära, som har mycket svårt för att bildas. Denna effekt kan förklaras med hyperkonjugation - substituenterna kan donera elektroner från sina σ-bindningar till karbokatjonens tomma p-orbital, vilket leder till laddningsspridning och således stabilisering av jonen.
Nobelpristagaren George Olah har med hjälp av så kallade supersyror lyckats framställa karbokatjoner i lösning med tillräckligt lång livslängd för att de ska kunna studeras. Vissa karbokatjoner med stabiliserande substituenter har även kunnat isoleras som salter.

## Reaktioner
Karbokatjoner genomgår tre vanliga reaktioner.

### Addition
En nukleofil grupp kan addera till karbokatjonen. Detta är det andra steget i en SN1-reaktion.
Exempel: (CH3)3C+ + H2O → (CH3)3C-O+H2

### Elimination
Elimination sker om en bas tar upp en proton på kolet intill karbokatjonen, och det kvarvarande elektronparet bildar en dubbelbindning. Detta är det andra steget i en E1-reaktion.
Exempel: (CH3)2C+-CH3 + B → (CH3)2C=CH2 + HB+

### Omlagring
Om omlagring, det vill säga förflyttning av intilliggande grupper, stabiliserar karbokatjonen sker detta ofta snabbt. Omlagring till en karbokatjon sker endast av väte och kol.